# Cultura de la dieta
La cultura de la dieta se refiere a un conjunto común de tendencias y normas que pueden afectar específicamente a quienes hacen dieta o controlan su ingesta calórica o nutricional. A menudo describe un conjunto de creencias sociales relacionadas con la alimentación y la imagen corporal, centradas principalmente en la pérdida de peso, la aprobación de la delgadez como un estándar moral elevado y la alteración del consumo de alimentos. Los académicos y activistas creen que la cultura de la dieta a menudo está entrelazada con el racismo y otras formas de prejuicio, y se basan en un enfoque interseccional para discutir las interacciones de los prejuicios basados en el género, la raza y el peso. El término «cultura de la dieta» se utiliza como marco para el análisis social y como crítica de los estándares sociales contemporáneos y su impacto en la imagen corporal y la salud en lo que respecta a las personas clasificadas como con sobrepeso que siguen un régimen dietético.

## Historia
Si bien las dietas por razones de salud se remontan a la Antigua Grecia, y en la Edad Media se conocía un tipo de trastorno alimentario de origen espiritual llamado anorexia sagrada, el movimiento de dietas motivadas específicamente por la pérdida de peso surgió a mediados del siglo XIX. A Letter on Corpulence («Una carta sobre la corpulencia»), de William Banting, fue una obra autoeditada que documentaba su pérdida de peso dirigida a hombres blancos de clase media y se considera el primer trabajo significativo sobre el tema. A finales del siglo XIX y principios del XX, la transición de la gordura a la delgadez como signo de atractivo en las mujeres llevó a que las revistas femeninas incluyeran consejos dietéticos; otros cambios sociales incluyen la popularización del conteo de calorías como método de dieta, que originalmente se utilizó para racionar en tiempos de guerra.
La segunda mitad del siglo XX marcó el surgimiento del movimiento de aceptación de la gordura, seguido a principios del siglo XXI por el movimiento de positividad corporal. Al mismo tiempo, se ejerció una presión generalizada sobre las mujeres para que perdieran peso y se mantuvieran delgadas, incluso mediante dietas de moda y presión social pública. El término «cultura de la dieta» probablemente surgió a principios de la década de 2010 y desde entonces se ha utilizado para analizar sentimientos culturales y sociales pasados y actuales. La aparición de medicamentos para bajar de peso como Ozempic a principios de la década de 2020 y los cambios culturales y sociales asociados han llevado a argumentar que se ha producido una regresión de la cultura de la dieta.

## Uso
La cultura de la dieta se utiliza a menudo como marco para el análisis y la crítica social. Entre los temas que se abordan principalmente se encuentra el uso de términos críticos para los alimentos y su consumo, pero también el impacto de la cultura dietética en el tratamiento social y médico de las personas con sobrepeso. El término es utilizado por activistas que creen que causa daño, lo que puede considerarse una creencia compartida entre los movimientos antidieta. Algunos consideran que la alimentación intuitiva es un remedio contra los efectos negativos de la cultura de la dieta.
El uso de la cultura de la dieta como marco analítico se asocia a menudo con la interseccionalidad y el antirracismo, basándose en el enorme impacto que tiene la cultura de la dieta en las personas de color. Sabrina Strings, socióloga de la Universidad de California en Santa Bárbara, sostiene que la cultura de la dieta se utiliza para imponer jerarquías sociales existentes de una manera que perjudica a los grupos marginados. A partir de finales del siglo XIX, el racismo científico se utilizó como herramienta para criticar los hábitos alimentarios y el peso de la gente negra, lo que llevó a las mujeres negras en particular a hacer dieta debido a la presión social. La comunidad médica a menudo acusaba a las mujeres negras de tener una «incapacidad para controlar sus 'apetitos animales'», a pesar de la falta de evidencia científica. La cultura de la dieta también ha sido criticada por su impacto descomunal en la imagen corporal y la salud mental de la comunidad latina, y por denigrar sus alimentos tradicionales y estructuras sociales en favor de las dietas y la cultura occidentales.

## Lenguaje
La cultura de la dieta tiene su propia jerga, que incluye palabras como:
- Dieta: un patrón de consumo de alimentos destinado a producir pérdida de peso y adelgazamiento, a menos que se especifique lo contrario (por ejemplo, una dieta para aumentar el volumen muscular para culturistas).[15]
- Superalimento: término de márquetin sin significado legal, que generalmente se aplica a frutas y verduras frescas, como la col rizada, los aguacates o las granadas.[16]
- Alimento tóxico o veneno: un alimento que el hablante considera nocivo para la salud; por ejemplo, el aceite de coco ha sido llamado «veneno puro» porque tiene un alto contenido de grasas saturadas.[17] Qué alimento es tóxico varía según el tiempo y el lugar. Por ejemplo, en los años 1970 se consideró que el glutamato monosódico era tóxico, y en los años 2000, que el gluten era tóxico.[18]
- Comida basura: alimentos con alto contenido calórico y un beneficio nutricional limitado, como las gaseosas y las papas fritas.[14]
- Alimentos procesados o ultraprocesados: alimentos que han sido producidos en una fábrica. Esto a menudo genera una discriminación basada en la clase, de modo que una opción de comida barata y con menos calorías de un restaurante de comida rápida se considera inferior a una comida similar, pero con más calorías y más cara, de una tienda boutique.[19]
- Cheat day («Día de trampa» o «permitido»): comer de manera normal ocasionalmente durante un día, como si los patrones de alimentación restrictivos fueran normales.[14][20]
- Pecaminoso, tentación o malo: un juicio moralizante sobre alimentos placenteros, por el cual el hablante puede tratar de hacer expiación o penitencia en forma de ejercicio o restricciones desagradables o excesivas.[14]
- Cleanse diet («Dieta de limpieza»): un tipo de dieta líquida temporal; un término moderno para una crash diet o dieta baja en calorías.[14]
- Alimentación limpia: un patrón dietético que juzga algunos alimentos como limpios y otros como sucios, y promete que comer solo alimentos limpios mejorará la calidad de vida del consumidor; asociado con la ortorexia.[14][21]
- Wellness: un concepto amplio que abarca casi cualquier tipo de objetivo de salud mental o física, excepto los medicamentos farmacéuticos.[18]
- Holiday weight gain («Aumento de peso durante las vacaciones»): el bogeyman de comer durante la temporada navideña y festiva en general, utilizado en programas de marketing para normalizar los atracones y fomentar la restricción.[14] (La mayoría de los adultos estadounidenses aumentan menos de una libra (0,35 kg) durante este tiempo.)[22]

## Recepción
La cultura de la dieta es un término generalmente utilizado para discutir los enfoques contemporáneos sobre la dieta y la imagen corporal de manera crítica. Existe la preocupación de que pueda promover problemas de imagen corporal, trastornos alimentarios y otros problemas de salud mental. Debido a estas preocupaciones y al atractivo negativo que rodea al término, la cultura de la dieta se ha reformulado como un enfoque en la aptitud física y la salud. Esta perspectiva se centró en priorizar el bienestar y la salud individual en lugar de enfatizar la mejora del físico mediante la pérdida de peso. Por lo general, existe una diferencia significativa entre lo que recomiendan los profesionales de la salud y lo que recomiendan los influenciadores de las redes sociales.
Al mismo tiempo, quienes se oponen a la cultura de la dieta se han enfrentado a acusaciones de difundir información inexacta al negar o minimizar el impacto del sobrepeso y las dietas poco saludables en la salud. El dietista registrado y científico investigador Kevin Klatt describió las afirmaciones de algunas compañías de comida chatarra y personas influyentes pagadas sobre el vínculo entre la grasa corporal alta y las enfermedades crónicas como «una fantasía y un cuento de hadas total», porque está científicamente probado que tener exceso de tejido graso causa algunas enfermedades.